# Шалаев, Владимир Тимофеевич
Влади́мир Тимофе́евич Шала́ев (род. 29 июня 1952) — российский хоккейный адвокат и функционер. Кандидат юридических наук. Специалист по корпоративному управлению и гражданскому праву. Член-корреспондент Международной академии «Контенант». Мастер спорта СССР по тяжелой атлетике.

## Биография
- В 1970—1972 годах — срочная служба в танковых войсках Советской армии.
- В 1978 году — окончил юридический факультет Ярославского государственного университета.
- В 1978—1999 гг. — адвокат, заместитель председателя Ярославской областной коллегии адвокатов, президент адвокатской фирмы.
- В 1988—1999 годах — адвокат хоккейного клуба «Торпедо» (Ярославль).
- В 1999—2006 годах — председатель юридического комитета Профессиональной хоккейной лиги, её вице-президент.
- В январе — октябре 2006 года — директор НП ПХЛ.
- В январе 2006 — январе 2007 года — генеральный директор ЗАО ПХЛ.
- С 28 мая 2008 года — 9 мая 2014 — вице-президент Континентальной хоккейной лиги по хоккейным операциям, управляющий директор АНО «КХЛ»[1], член правления КХЛ.
- С 2010 года — 9 мая 2014 — арбитр Спортивного Арбитражного Суда[2].
- С 10 мая 2014 года — 17 марта 2018 года — президент некоммерческого партнерства "Спортивный клуб «Авангард».
- С июля 2018 года — советник Первого Вице-президента ФХР по вопросам НППХ, руководитель Комиссии по аккредитации хоккейных агентов ФХР.